# Frösön

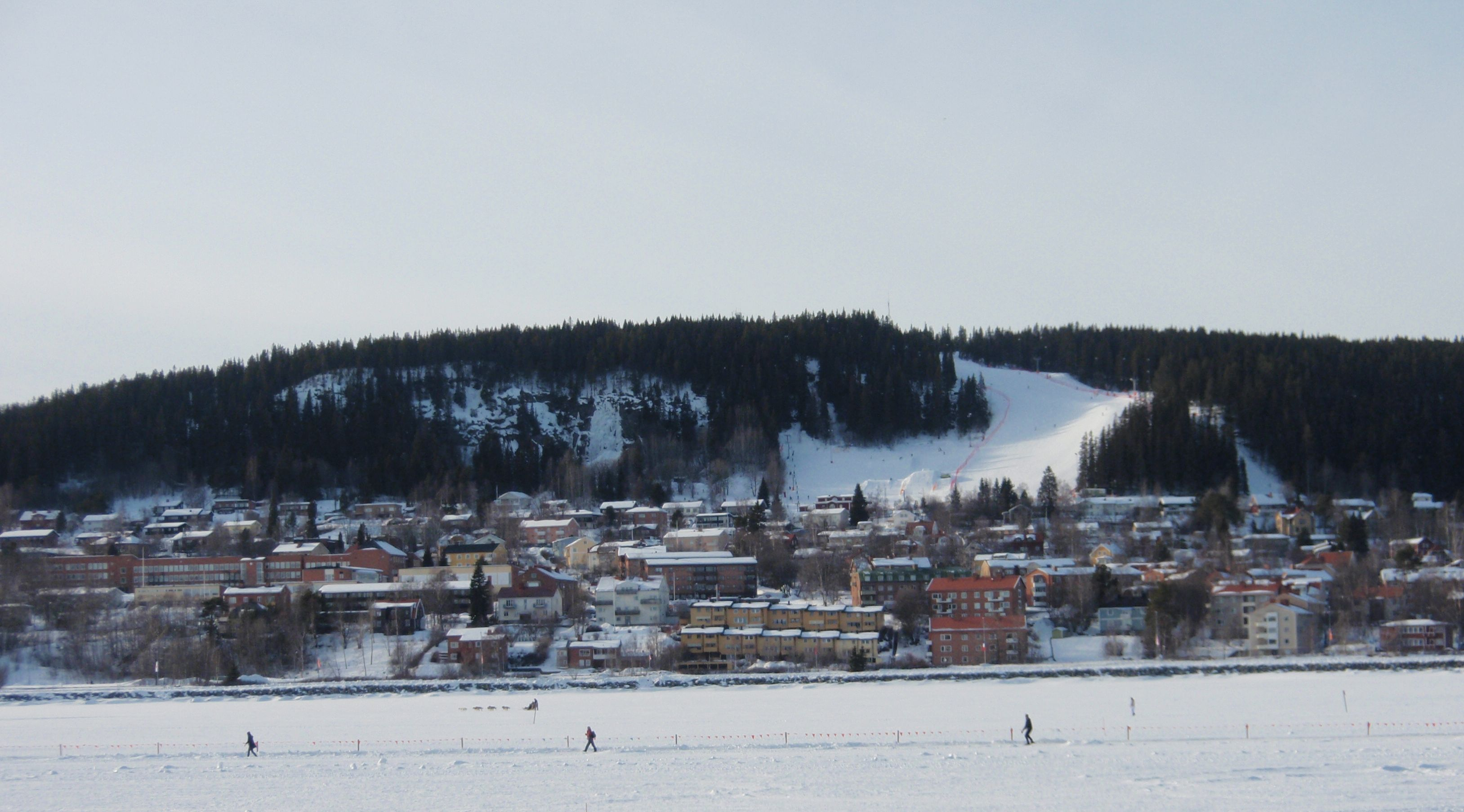
Frösön och Östberget, med slalombacken Gustavsbergsbacken, från Badhusparken i Östersund.

Frösön är en 41 kvadratkilometer stor ö och den största ön i Storsjön, Jämtland. Namnet är efter guden Frö. Det är Sveriges tjugonionde största ö till ytan och den tionde största av Sveriges insjööar.[källa behövs]
Frösön var även en del av Frösö socken, 1863–1947 Frösö kommun, från 1948 Frösö köping, och är sedan 1971 en del av Östersunds kommun. På ön finns förutom delar av tätorten Östersund även ett flertal byar.
Ön har tre broförbindelser med fastlandet: i öster med centrala Östersund och stadsdelen Staden - Frösöbron, i söder med Sandviken - Vallsundsbron, och i norr med Rödön - Rödöbron. På Frösön finns stadsdelarna Hornsberg, Mjälle, Berge, Härke, Östberget, Frösödal och Valla, vilka ingår i Östersunds tätort (Östersunds stad).

## Natur
Frösön består till största delen av sedimentära bergarter som tillhör den undre alloktonen i den skandinaviska fjällkedjans uppbyggnad. Ön är förhållandevis kuperad och det högsta berget på Frösön, Östberget, når 468 m ö.h. (176 m över Storsjön). Utöver Östberget finns även Öneberget, Bynäsberget, Stengårdsberget samt Mjälle Kulle.
Frösön har, med sina stora skogar och många åkermarker, ett rikt djurliv med bland annat älg och rådjur. En orsak till de stora bestånden är att djuren vintertid under sina vandringar kan uppehålla sig på ön för att senare bli kvar när isen smälter på våren. I den sydöstra delen av Frösön finns en sjö, Ändsjön, känd som en artrik fågelsjö. Sjön och det närmaste området omkring bildar Ändsjöns naturreservat.

## Historia

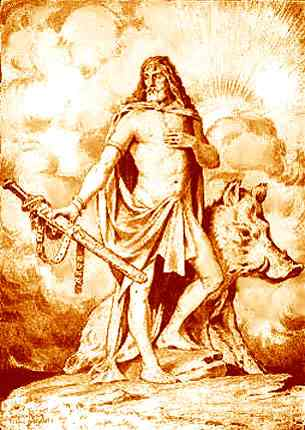
Frösön är uppkallad efter guden Frö.

Frösön har som många andra platser runt Storsjön sitt namn efter fornnordiska gudar; vanerguden Frö (fornnordiska: Freyr) - Frös ö. På den tidigast kända källan skrivs Frösön som Fræseyjar.
Frösön var under närmare tusen år Jämtlands centralort, centrum för kultur, handel och kommunikationer. På isen utanför ön hölls den årliga Gregoriemarknaden vid det katolska Gregoriemäss. Från slutet av 800-talet hölls på Bynäset ett årligt allting för Jämtlands befolkning, av jämtarna kallat Jamtamot.
På ön ligger resterna av en fornborg, Mjälleborgen, och här står i stadsdelen Hornsberg en runsten, Frösöstenen, världens nordligaste och Jämtlands enda kända runsten. Vid Öneberget har påträffats ett vikingatida mynt från den engelska ön Isle of Man, och det finns flera vikingatida gravplatser på ön.
Frösö kyrka är från 1100-talet. I närheten av Frösö kyrka låg från 1679 Frösö Trivialskola som länge var Sveriges enda landsbygdsläroverk. Skolan flyttades in till Östersund 1847. Länets första apotek, grundat 1778, låg på Frösön. Väster om den nuvarande flygplatsen finns ruiner efter en kyrka, Västerhus kapell, av ännu äldre datum än Frösö kyrka.
Östersund övertog rollen som Jämtlands centrum fullständigt först då järnvägen (Mellanriksbanan) nådde staden år 1879. Frösön var en egen köping, Frösö köping, fram till 1970 då det uppgick i Östersunds kommun.
Frösö sjukhus vårdade från 1915 till 1988 mentalpatienter från hela Norrland. Dess vård har ifrågasatts, och 2020 upptäcktes en massgrav i kyrkogården nära sjukhuset.

### Befolkningsutveckling
| Befolkningsutvecklingen i Frösön 1960–2010                        | Befolkningsutvecklingen i Frösön 1960–2010 | Befolkningsutvecklingen i Frösön 1960–2010 | Befolkningsutvecklingen i Frösön 1960–2010 | Befolkningsutvecklingen i Frösön 1960–2010 |
| ----------------------------------------------------------------- | ------------------------------------------ | ------------------------------------------ | ------------------------------------------ | ------------------------------------------ |
|                                                                   |                                            |                                            |                                            |                                            |
| År                                                                |                                            |                                            | Folkmängd                                  | Areal (ha)                                 |
| 1960                                                              | 1960                                       |                                            | 7 280                                      | 705                                        |
| 1965                                                              | 1965                                       |                                            | 7 816                                      | 623                                        |
| 1970                                                              | 1970                                       |                                            | 8 936                                      | 663                                        |
| Anm.: Sammanvuxen med Valla 1970. Sammanvuxen med Östersund 1975. |                                            |                                            |                                            |                                            |

## Nutida Frösön
I slutet av 1800-talet flyttade tonsättaren Wilhelm Peterson-Berger hit, och här lät han handlingen i operan Arnljot utspelas. Sedan femtio år har man Arnljot som friluftsspel varje sommar på Arnljotlägden vid Peterson-Bergers hem (Sommarhagen), ett antal föreställningar ute i det fria med förmodade tidstypiska dräkter.
Västra Frösön var under lång tid militärt område. Redan på 1600-talet fanns Frösö läger och under 1900-talet Jämtlands flygflottilj, och där ligger Åre Östersund flygplats, tidigare Frösö flygplats. Flottiljen lades ned år 2005.
På Frösön fanns en av Sveriges största djur- och nöjesparker, Frösö zoo, som även var världens nordligaste djurpark med exotiska djur. Parken hade många arter, till exempel dvärgsilkesapor och sibiriska tigrar. År 2019 meddelande ägaren att anläggningen stängs. 
På Östberget finns ett utsiktstorn, Frösötornet, med utsikt över hela centraljämtland.

### Alpbacken
Alpbacken var en hoppbacke för backhoppning som låg på Frösöns nordöstra sluttning nära Östersund. När den invigdes 1925 var Alpbacken Sveriges största hoppbacke. Den ägdes av Östersunds Skidlöparklubb och byggdes om 1932 och 1943 med stöd av kommunen. 1936 hade norrmannen O Aaslök backrekordet med 59,5 meter. 1948 innehade Kaare Karlsson från IF Friska Viljor rekordet med 63 meter. Bredvid Alpbacken låg ”lilla Alpbacken”, en mindre hoppbacke som anlades i början av 1900-talet. Underbacken för både stora och lilla Alpbacken slutade ute på Storsjöns is.

## Galleri

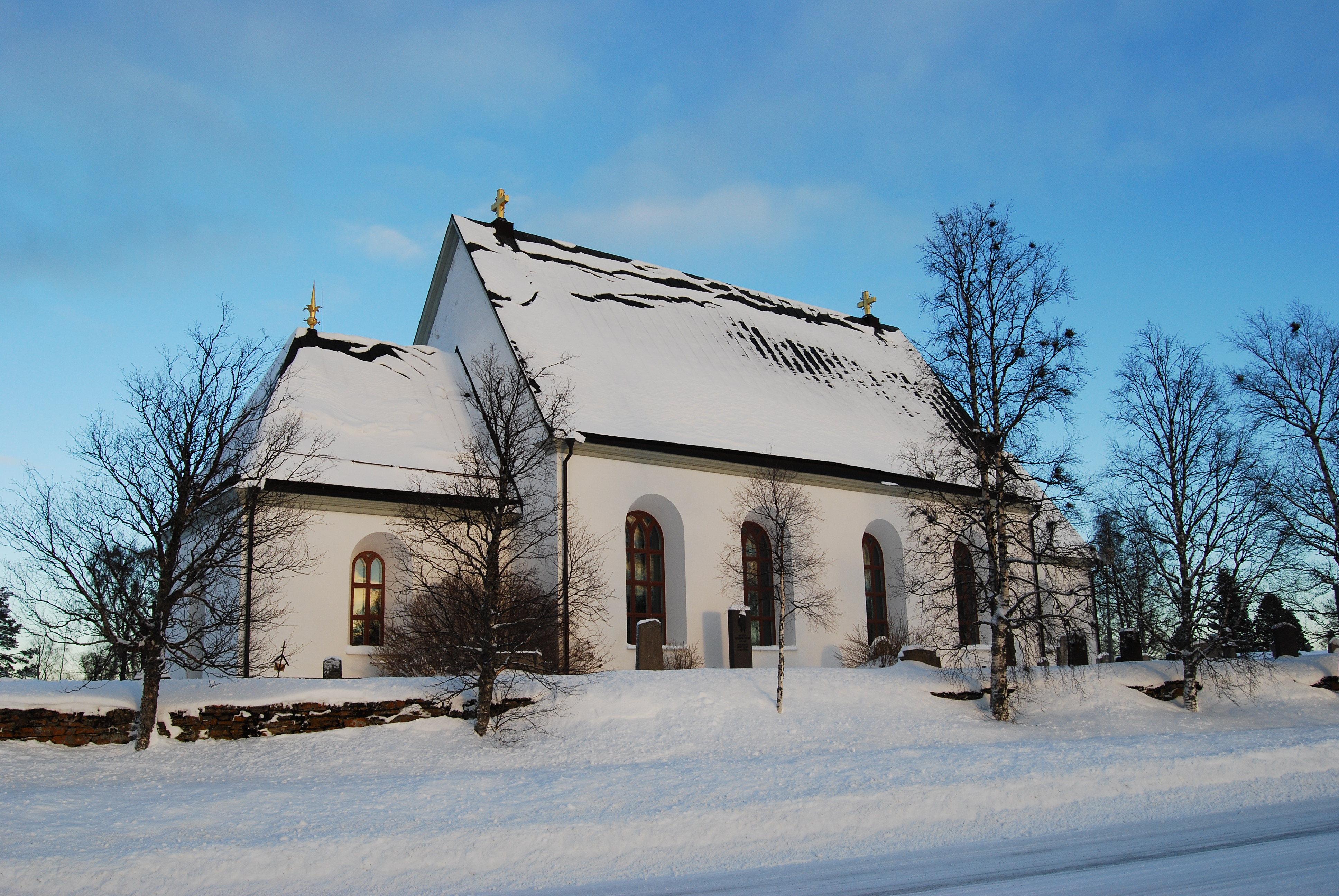
Frösö kyrka
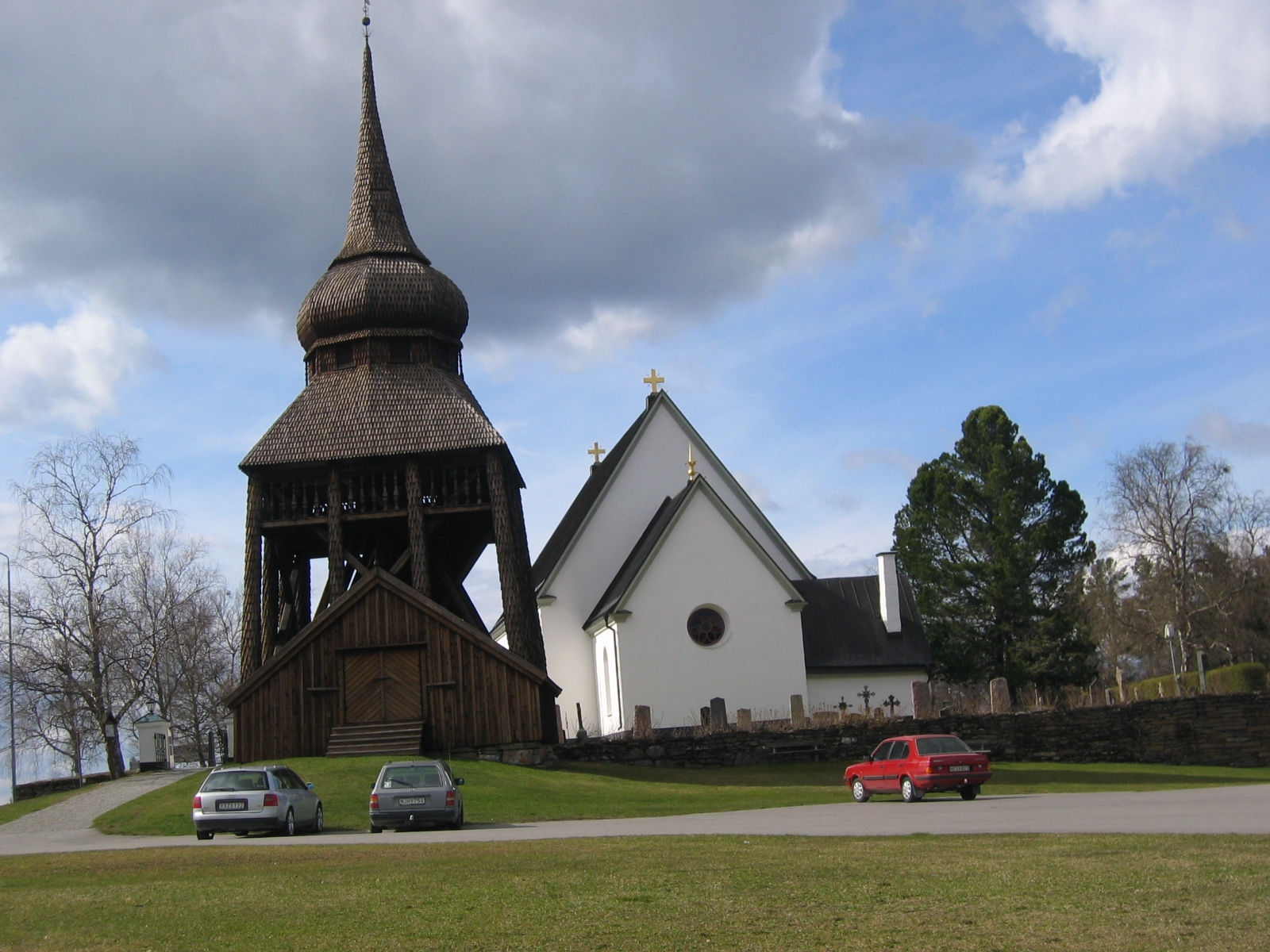
Frösö kyrka
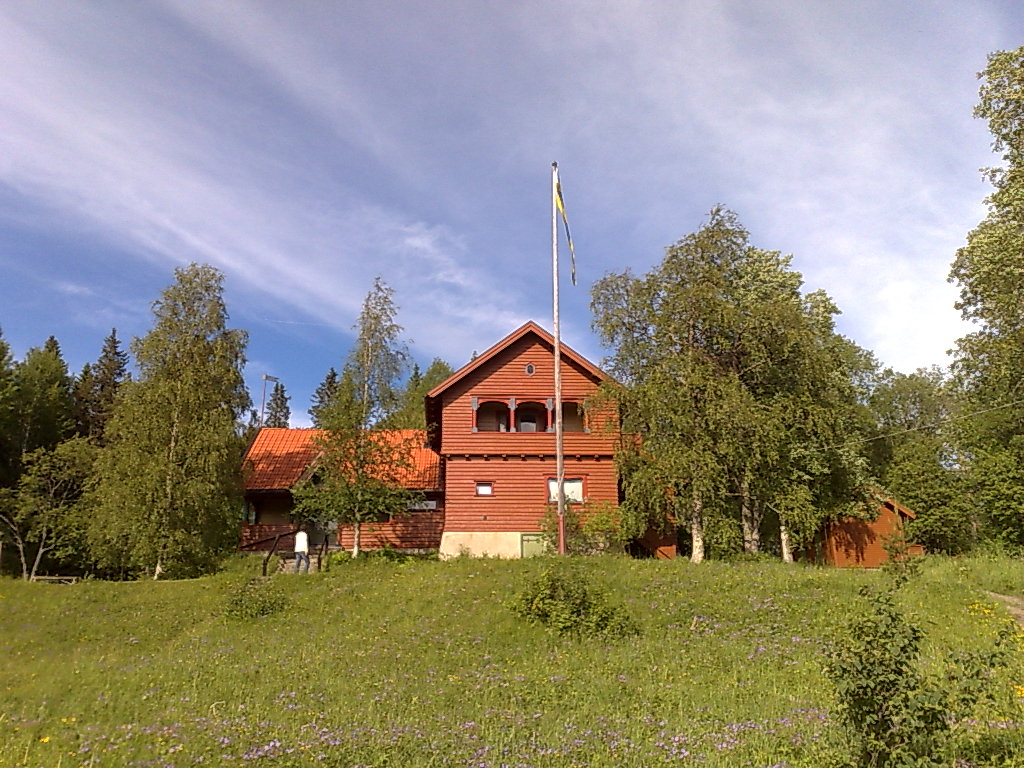
Sommarhagen
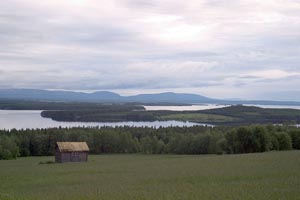
Arnljotlägden
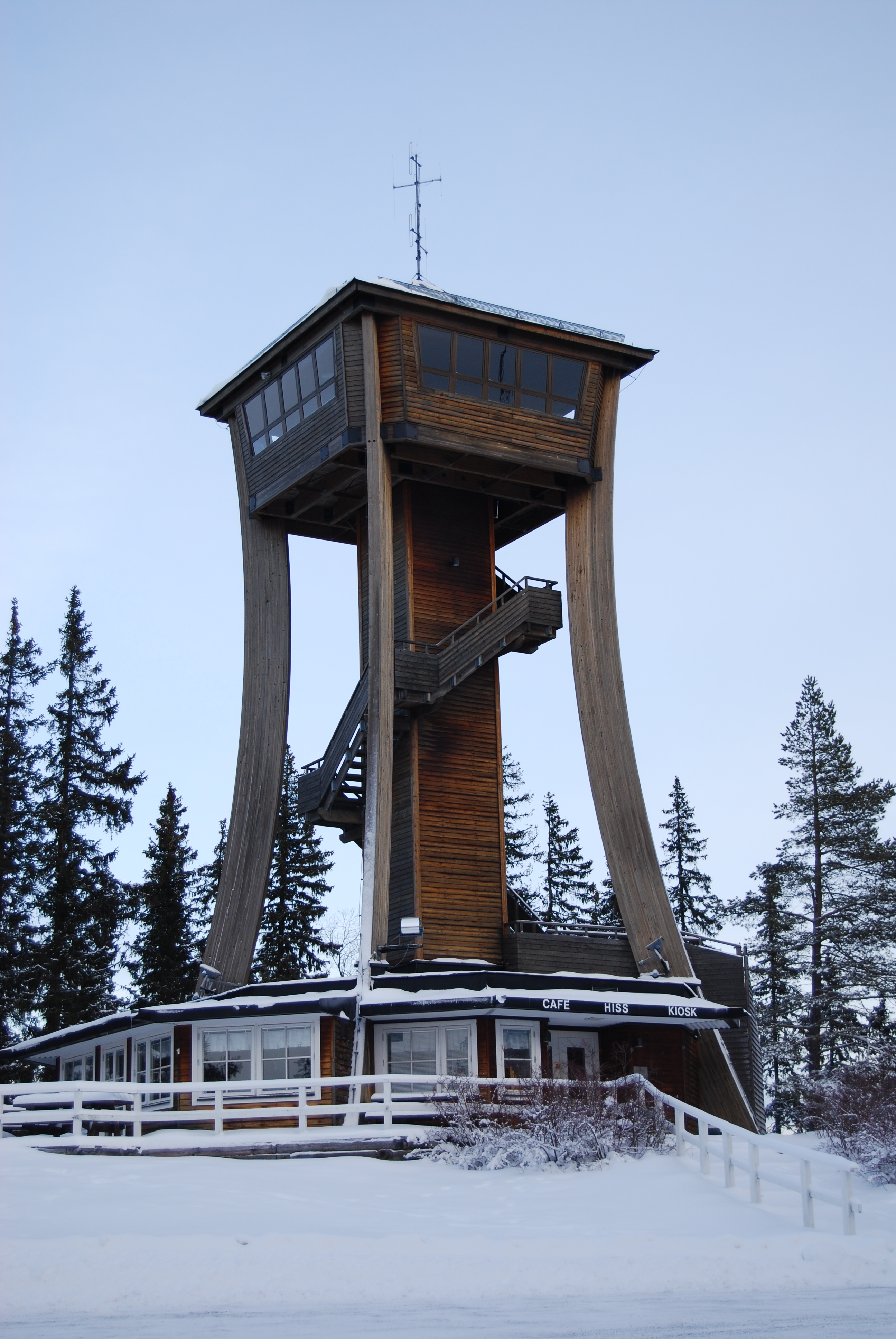
Frösötornet
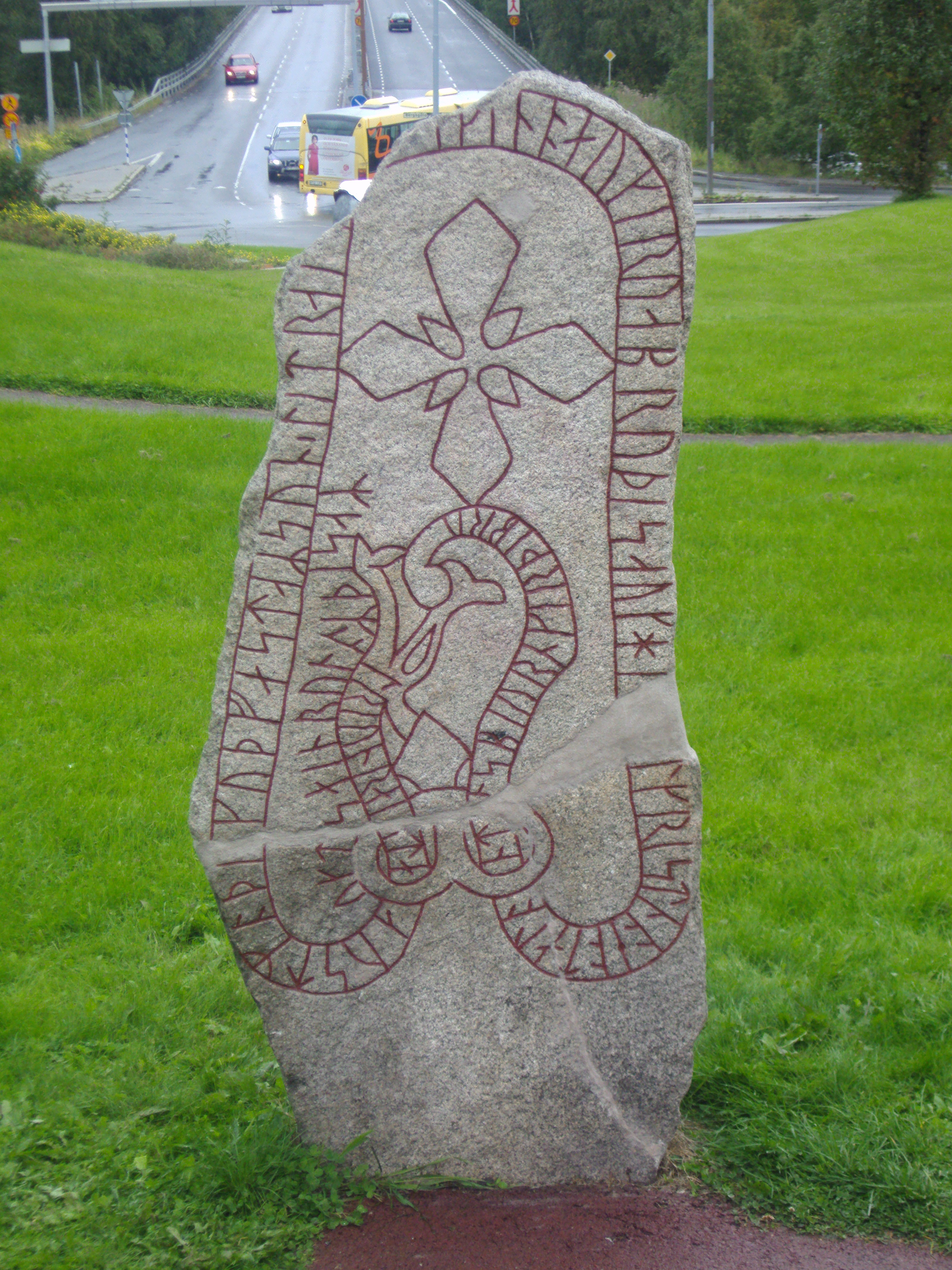
Frösöstenen
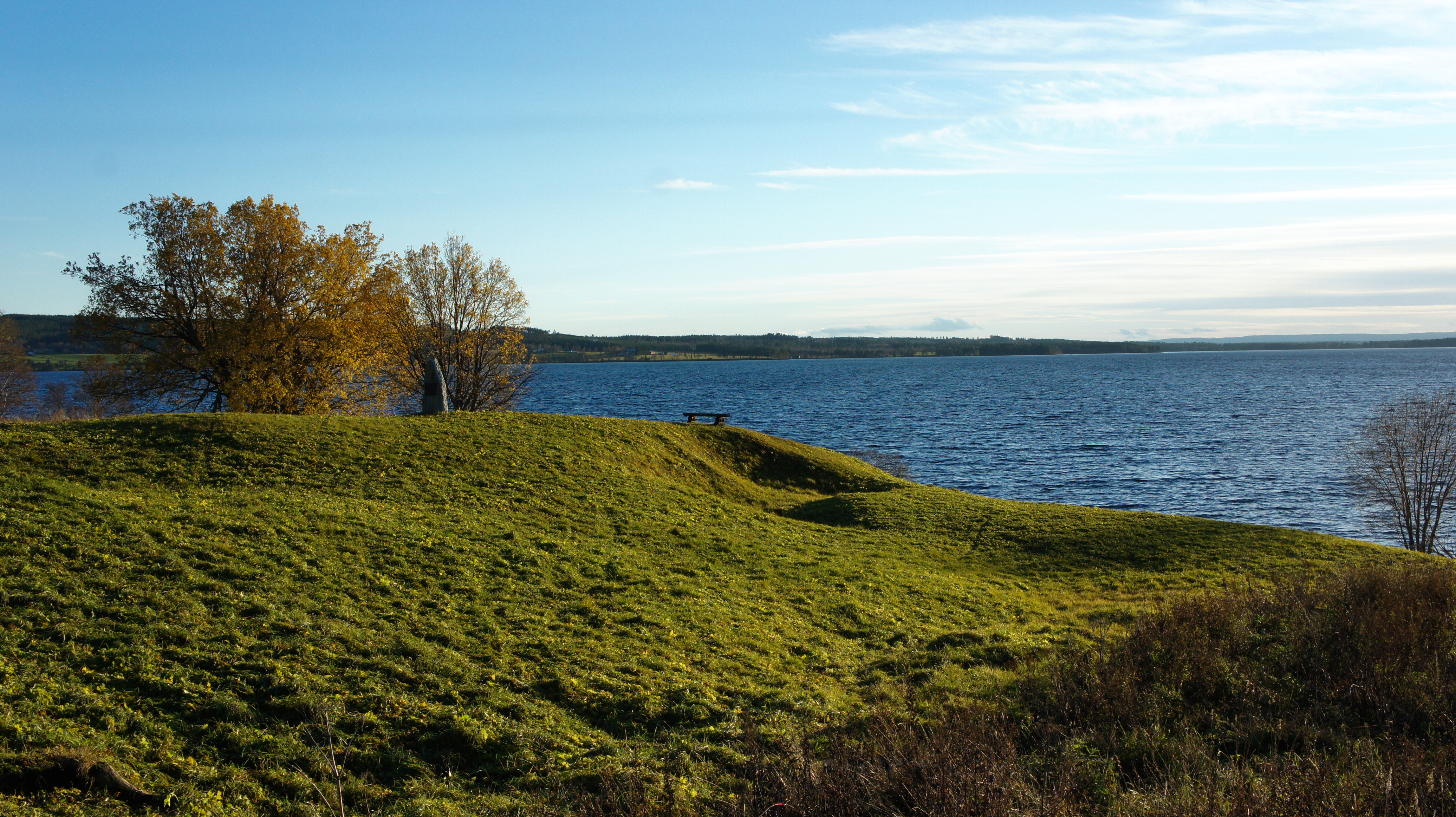
Frösö skans
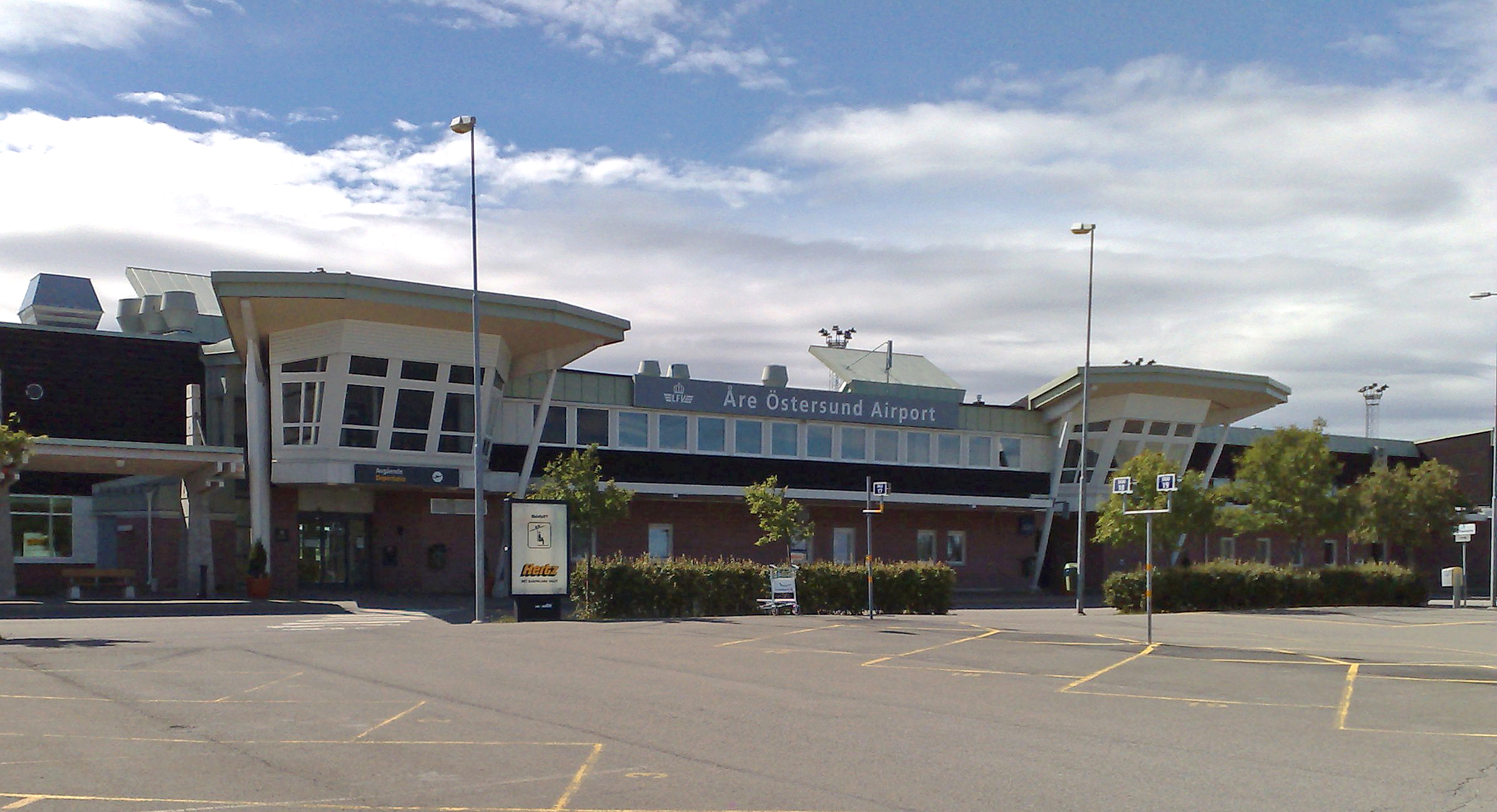
Åre Östersund flygplats